# DEW (Automarke)
DEW war eine Automarke, die nur 1927 von den Zschopauer Motorenwerken in ihrer Berliner Filiale gebaut wurde. Rasmussen hatte die Fertigung von Slaby-Beringer übernommen und Rudolf Slaby war auch für den Bau der Fahrzeuge verantwortlich.
Es entstanden Elektro-Droschken und Lieferwagen mit Elektromotor in geringer Stückzahl. Alle Fahrzeuge waren mit einer Holzkarosserie ausgestattet und besaßen keinen Rahmen.